# 음정희
음정희(한국 한자: 陰貞姬, 1970년 4월 30일 ~ )는 대한민국의 배우이다.

## 이력
- 1988년 연극배우 첫 데뷔하였고 1989년 MBC 공채 탤런트 19기로 연예계에 정식 데뷔하였다.
- 2001년 이후 활동하지 않을 수도 있다.

## 학력
- 역삼초등학교 (졸업)
- 진선여자중학교 (졸업)
- 은광여자고등학교 (졸업)

## 출연작

### 드라마
- 1990년 MBC 어린이드라마 《별난가족 별난학교》 ... 무용 선생 역
- 1990년 MBC 주간연속극 《도시인》 ... 남정민 역
- 1990년 MBC 청춘드라마 《우리들의 천국》
- 1991년 MBC 어린이드라마 《동요나라》
- 1991년 MBC 미니시리즈 《행복어사전》
- 1991년 MBC 8.15특집극 《춘사 나운규》 ... 애첩 역
- 1991년 MBC 미니시리즈 《이별의 시작》 ... 신수희 역
- 1991년 MBC 추석특집극 《고수》
- 1992년 MBC 미니시리즈 《약속》
- 1992년 MBC 미니시리즈 《매혹》 ... 영원 역
- 1993년 KBS 대하드라마 《먼동》 ... 화진 역
- 1993년 MBC 미니시리즈 《파일럿》 ... 한유리 역
- 1993년 MBC 미니시리즈 《나는 천사가 아니다》 ... 혜진 역
- 1993년 MBC 일요아침드라마 《한지붕 세가족》 ... 대학생 신부 미애 역
- 1994년 SBS 월화드라마 《여태 뭘 했수》 ... 정강 역
- 1994년 SBS 납량특집극 《Y의 비극》
- 1995년 SBS 미니시리즈 《고백》 ... 현경 역
- 1995년 KBS 일일연속극 《좋은 남자 좋은 여자》
- 1996년 KBS 일일연속극 《사랑할때까지》
- 1997년 SBS 일일연속극 《미아리 일번지》
- 1997년 SBS 미니시리즈 《장미의 눈물》
- 1998년 KBS 아침드라마 《너와 나의 노래》 ... 정미경 역
- 1999년 KBS 미니시리즈 《초대》
- 2001년 MBC 아침드라마 《내 마음의 보석상자》마지막 출연 활동

### 뮤지컬
- 1995년 《다윗왕》

### 방송
- 1990년 MBC 《여러분의 인기가요》 MC
- 1991년 MBC 《청춘행진곡》 MC

## 광고
- 1993년 (주)유림 끄레아또레
- 1993년 데코라인
- 1997년 롯데 정통만두

## 수상
- 1991년 MBC 연기대상 신인상